# Yakirra foliolosa
Yakirra foliolosa là một loài thực vật có hoa trong họ Hòa thảo. Loài này được (Hook.f.) Clayton miêu tả khoa học đầu tiên năm 1987.